# Rosemary's Baby (mini-série)
Ne doit pas être confondu avec Rosemary's Baby (film).
Rosemary's Baby ou Le Bébé de Rosemary au Québec, est une mini-série télévisée américaine en deux parties de 85 minutes, adaptée du roman éponyme d'Ira Levin, réalisée par Agnieszka Holland et diffusée le 11 et 15 mai 2014 sur le réseau NBC.
Au Québec, elle a été diffusée le 31 octobre 2015 à Télé-Québec, en France le 29 novembre 2015 sur HD1. En Belgique, elle a été mise en ligne le 1er juin 2020 sur le service RTL Play. Dans les autres pays francophones européens, elle a été diffusée sur leurs services Netflix respectifs.

## Synopsis
Rosemary et Guy, un jeune couple d'américains, s'installent à Paris pour que ce dernier puisse exercer son travail de professeur mais aussi pour prendre un nouveau départ après la fausse couche de Rosemary. Leur rencontre avec un couple de Parisiens, les Castevet, va faire basculer leur vie. Si en apparence la chance semble leur sourire, une série d'évènements louches et inquiétants commencent à attirer l'attention de Rosemary. Cette dernière devient suspicieuse envers ces hôtes trop gentils et serviables. Alors que Guy commence à penser qu'elle perd la tête, elle va se rendre compte que les Castevet font peut-être partie d'une secte satanique.

## Fiche technique
- Titre original : Rosemary's Baby
- Réalisation : Agnieszka Holland
- Scénario : Scott Abbott et James Wong, d'après le roman Rosemary's Baby de Ira Levin
- Chef décorateur : Christelle Maisonneuve
- Photographie : Michel Amathieu
- Musique : Antoni Komasa-Lazarkiewicz
- Casting : Kelly Valentine Hendry, Victor Jenkins, Juliette Ménager
- Producteurs : Robert Bernacchi, Cisely Saldana, Mariel Saldana, Zoe Saldana et Tom Patricia
- Sociétés de production : Lionsgate Television, KippSter Entertainment et City Entertainment
- Sociétés de distribution : 
  -  États-Unis : NBC (télévision) ; Lionsgate (vidéo)
- Pays d'origine :  États-Unis
- Langue originale : anglais et français
- Lieu de tournage : Paris,  France[4]
- Format : couleur - 16:9 HD - son Stereo
- Genre : Fantastique, horreur et Drame
- Durée : 170 minutes
- Dates de premières diffusions :
  -  États-Unis : 11 mai et 15 mai 2014 sur NBC
  -  France : 29 novembre 2015 sur HD1

 Sauf indication contraire, les informations mentionnées dans cette section peuvent être confirmées par la base de données cinématographiques IMDb,  présente dans la section « Liens externes ».

## Distribution
- Zoe Saldana (VF : Sara Martins) : Rosemary Woodhouse
- Patrick J. Adams (VF : Jean-Christophe Dollé) : Guy Woodhouse
- Jason Isaacs (VF : Jérôme Keen) : Roman Castevet
- Carole Bouquet (VF : elle-même) : Margaux Castevet
- Christina Cole (VF : Ingrid Donnadieu) : Julie
- François Civil : Jacques
- Frédéric Pierrot : Père Tekem
- Olivier Rabourdin : Commissaire Fontaine
- Stefano Cassetti : l'homme mystérieux
- Dylan Pulido (VF : Françoua Garrigues) : Garçon Gitan

 Source et légende : version française (VF) sur RS Doublage

## Production
Le projet a débuté en juillet 2013, et officiellement commandé par NBC en décembre.
Le casting principal a eu lieu en janvier 2014 avec Zoe Saldana, Patrick J. Adams et Jason Isaacs, Carole Bouquet et Christina Cole.

## Épisodes
Note : Le titre en France est indiqué en premier, celui en Belgique en second.
1. Partie 1 / Première nuit (Night 1)
2. Partie 2 / Deuxième nuit (Night 2)

## Accueil
La première partie, diffusée le dimanche, a été regardée par 3,68 millions de téléspectateurs, arrivant dernière parmi les 18 à 49 ans, alors que la deuxième partie, diffusée le jeudi, a été regardée par 3,26 millions de téléspectateurs, arrivant avant-dernière parmi les 18 à 49 ans, battant The CW.